# Lajos I của Hungary

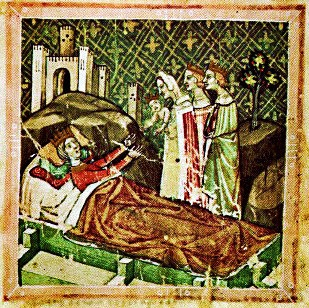
Lajos I khi vừa mới chào đời, theo cuốn Illuminated Chronicle.

Quốc vương Lajos I của Hungary (tiếng Hungary: I. Lajos magyar király; 5/3/1326 – 10/9/1382), còn gọi là Lajos Vĩ đại, Lajos Đại đế (tiếng Hungary: Nagy Lajos; tiếng Croatia: Ludovik Veliki; tiếng Slovak: Ľudovít Veľký) hay Lajos Người Hungary (tiếng Ba Lan: Ludwik Węgierski, là vua của Hungary và Croatia từ năm 1342 và là vua của Ba Lan từ năm 1370 cho đến khi qua đời. Sau khi Louis qua đời, đất nước bị chia tách thành Vương quốc Hungary của Nữ vương Mária I (đến năm 1385 thì bị Charles xứ Durazzo đoạt vương vị) và Vương quốc Ba Lan của Nữ vương Jadwiga I.
Thời kỳ Lajos trị vì ba vương quốc, chính quyền trung ương được củng cố về mặt quyền lực. Nhà vua ban cho giới quý tộc Hungary và Ba Lan rất nhiều quyền lực, ách áp bức của phong kiến với nông dân ngày càng nặng nề hơn. Về đối ngoại, Lajos dẫn quân xâm lược Napoli để trả thù việc nữ vương Giovanna I của Napoli cố ý giết chết chồng là András Xứ Calabria, em trai của ông. Lajos I cũng đem quân tấn công người Tatar, Lithuania, mở rộng quyền bá chủ của mình đối với những người cai trị Bosnia, Moldavia, Wallachia, và một phần của Bulgaria và Serbia. Năm 1370, ông lên ngôi vua Ba Lan theo Hiệp ước 1338 ký giữa cha với Kazimierz III của Ba Lan về việc cho Lajos kế thừa ngôi vị của ba quốc gia. Trong lịch sử Hungary, Lajos được coi là một vị vua Hungary mạnh nhất trong hàng thế kỷ cai trị một đế chế "có bờ biển được rửa sạch bởi ba biển". Lajos bị bệnh về da và băng hà năm 1382.

## Niên thiếu
Lajos sinh ngày 5 tháng 3 năm 1326, là con trai thứ ba của vua Károly I của Hungary; mẹ là Elżbieta của Ba Lan, con gái của Wladyslaw I của Ba Lan và là chị gái của Kazimierz III của Ba Lan. Đứa trẻ được đặt tên theo người chú của Károly I là Giám mục Louis thành Toulouse, biến âm sang tiếng Hungary là Lajos. Hai người anh của Lajos, Károly mất trước khi Lajos được sinh ra và và László chết trẻ năm 1329, vì vậy Lajos trở thành người thừa kế của cha mình..
Lajos thừa hưởng một nền giáo dục khai phóng. Ông học tiếng Pháp, tiếng Đức và tiếng Latinh; học rất giỏi về lịch sử và chiêm tinh học. Một giáo sĩ từ Wrocław, Nicholas, đã dạy cho ông những nguyên tắc cơ bản của đức tin Kitô giáo. Tuy nhiên, sự nhiệt tình tôn giáo của Lajos là do ảnh hưởng của mẹ ông. Lajos nhớ rằng trong thời thơ ấu của mình, một hiệp sĩ của triều đình, Peter Poháros, thường cõng ông trên vai. Hai gia sư của ông, Nicholas Drugeth và Nicholas Knesich, đã cứu mạng sống của cả Lajos và em trai của ông, András, khi Felician Záh cố gắng ám sát gia đình hoàng gia ở Visegrád vào ngày 17 tháng 4 năm 1330
Mới 9 tuổi, Lajos chứng kiến việc cha mình ký kết hiệp ước với vua Johann I của Bohemia. Một năm sau, Lajos đi cùng cha mình đi xâm lược Áo. Vào ngày 1 tháng 3 năm 1338, con trai và người thừa kế của Johann của Bohemia là bá tước Karl IV xứ Moravia xứ Moravia, đã ký một hiệp ước mới với Károly I của Hungary và Lajos ở Visegrád. Theo hiệp ước này, Karl thừa nhận quyền kế vị ngôi vua Ba Lan cho Lajos khi vua Kazimierz III mất mà không có con trai thừa kế. Lajos cũng cam kết sẽ đính hôn với Margarethe, con gái mới 3 tuổi của Karl.
Vợ đầu tiên của Kazimierz III, Aldona của Lithuania, mất ngày 26 tháng 5 năm 1339. Hai quý tộc hàng đầu Ba Lan - Zbigniew, thủ tướng của Cracow, và Spycimir Leliwita - thuyết phục Kazimierz III cưới công nương Elisabeth để có người thừa kế. Kazimierz III triệu tập Nghị viện (Sejm) tại Cracow và tuyên bố Lajos là người thừa kế của mình. Sử gia Paul W. Knoll viết rằng Casimir III ưa thích chị gái ở Hungaria hoặc một công nương thuộc triều đại Piast (Ba Lan) để mong có người thừa kế, bởi vì ông muốn đảm bảo sự hỗ trợ của vua Hungary chống lại các Hiệp sĩ Teutons. Cha và chú của Louis đã ký một hiệp ước tại Visegrád vào tháng 7, theo đó Casimir III đã biến Louis thành người thừa kế nếu ông qua đời mà không có con trai. Đổi lại, Charles I cam kết rằng Louis sẽ tái chiếm Pomerania và các vùng đất Ba Lan khác bị mất bởi Teutons mà không có sự hỗ trợ của chính quyền Ba Lan.
Louis nhận tước hiệu Công tước Transylvania từ cha năm 1339, nhưng ông không quản lý tỉnh này. Theo quy định của triều đình, vợ của Louis, Margaret of Bohemia, sẽ sống trong cung đình Hungary

## Cai trị

### Lajos I của Hungaria và Croatia

Con dấu của Lajos I, năm 1345.

Charles I qua đời vào ngày 16 tháng 7 năm 1342. Năm ngày sau, Csanád Telegdi, Tổng Giám mục Esztergom, làm lễ gia miện cho Louis ở Thánh đường Székesfehérvár, hiệu Lajos I. Mặc dù Lajos đã trưởng thành, nhưng mẹ ông vẫn nắm quyền nhiếp chính và có ảnh hưởng lớn trong triều đình. Louis thừa kế một kho bạc phong phú từ cha mình, người đã tăng cường quyền lực hoàng gia và cai trị mà không ăn uống điều độ trong những thập kỷ cuối cùng của triều đại của mình.
Lajos I ban hành một chế độ phân phong mới: đất đai mà quý tộc được nhận sẽ phải trả lại cho triều đình nếu con cháu thừa kế của họ qua đời (tức là "không thế tập"). Quốc vương Hungaria cũng ra đạo luật cho phép con gái được hưởng tài sản sau khi cha mẹ qua đời mà không còn con trai kế thừa nào. Lajos I thường trao đặc quyền này cho các bà vợ yêu thích của mình. Nhà vua cho phép chủ đất được tử hình nông nô, hạn chế thẩm quyền của các thẩm phán tòa án ở các quận.
William Drugeth, một cố vấn có ảnh hưởng của người cha quá cố của Lajos I, mất vào tháng 9 năm 1342. Ông để lại phần lớn tài sản cho con trai kế thừa là Nicholas, nhưng nhà vua bất ngờ tịch thu hết số tài sản này. Cuối tháng 9/1342, Lajos cách chức Voivode của cha mình ở Transylvania, Thomas Szécsényi; mặc cho vợ của Szécsényi là một người em họ xa xôi của mẹ mình. Lajos đặc biệt ủng hộ nhà Lackfis: tám thành viên trong gia đình đã nắm giữ chức vụ cao trong triều đại của ông. Andrew Lackfi là chỉ huy của quân đội hoàng gia trong cuộc chiến tranh đầu tiên của triều đại Lajos. Vào cuối năm 1342 hoặc đầu năm 1343, ông xâm chiếm Serbia và khôi phục Banate of Macsó, vốn đã bị mất trong triều đại của cha ông.
Robert II, Vua Naples, mất ngày 20 tháng 1 năm 1343. Trong di chúc, Robert cho phép cháu gái Joanna đồng cai trị với chồng là Andrew. Lajos và mẹ ông coi đây là một sự vi phạm thỏa thuận trước đó giữa các vị vua cuối của Naples và Hungary. Lajos I thân hành sang gặp cha của cô dâu, Charles của Moravia ở Prague để thuyết phục vua Moravia can thiệp vào di chúc. Sau chuyến đi của sứ giả, Thái hậu Elisabeth rời Naples vào mùa hè, mang theo gần như toàn bộ kho báu hoàng gia, bao gồm hơn 6.628 kilogram (14.612 lb) bạc và 5.150 kilôgam (11.350 lb) vàng sang thuyết phục Joanna I nhường ngôi cho chồng mình là Andrew. Được sự hỗ trợ trung gian của Giáo hoàng Clêmentê VI, cuối cùng Andrew được chính thức trở thành vua Naples
Theo biên niên sử của John of Küküllő, Louis đã khởi động chiến dịch đầu tiên của mình chống lại một nhóm người Transylvanian Saxons, người đã từ chối trả thuế và buộc họ phải chiến đấu vào mùa hè năm 1344. Trong thời gian ở Transylvania, Nicholas Alexander - con trai của Basarab, hoàng tử cầm quyền của Wallachia, đã thề trung thành với nhà vua Hungaria tại hội nghị Brassó (nay là Brașov ở Romania), do đó quyền bá chủ của Hungaria trên đất Wallachia được phục hồi
Lajos I đã tham gia một cuộc thập tự chinh chống lại người Lituania ngoại giáo vào tháng 12 năm 1344. Quân Thập tự - bao gồm cả John of Bohemia, Charles của Moravia, Peter c Bourbon, và William xứ Hainaut và Hà Lan - đã vây hãm thủ đô Vilnius. Trong khi đó, quân Teutons từ phía đông bất ngờ tấn công làm quân Thập tự phải nới lỏng vòng vây. Louis trở về Hungary vào cuối tháng 2 năm 1345. Ông đã phái Andrew Lackfi xâm chiếm các vùng đất của hãn Kim Trướng (Horde vàng) để trả thù cho các cuộc tấn công cướp bóc trước đó của Tatars chống lại Transylvania và Szepesség (nay là Spiš ở Slovakia). Lackfi và quân đội của ông chủ yếu là các chiến binh Székely đã đánh tan tành quân Tatars, làm quân giặc phải nới lỏng sự kiểm soát với các vùng đất giữa Đông Carpathians và Biển Đen. Một cuộc xung đột giữa chú và bố vợ của Lajos (Kazimierz III của Ba Lan và Charles của Moravia) đã dẫn đến một cuộc chiến giữa Ba Lan và Bohemia vào tháng Tư. Trong cuộc chiến này Louis đã hỗ trợ chú của mình với quân tiếp viện theo thỏa thuận năm 1339.
Trong khi quân đội của Louis đang chiến đấu ở Ba Lan và chống lại Tatars, Louis đã hành quân đến Croatia vào tháng 6 năm 1345 để dẹp một cuộc nổi loạn ở Croatia do dư đảng của cố thủ tướng Ivan Nelipac (người chống lại cha ông khi trước) cầm đầu, buộc góa phụ và con trai phải đầu hàng, rồi cử bá tước Corbavia ra tạm cai trị xứ Croatia. Giữa năm 1345, để ngăn một cuộc khởi nghĩa của người Zadar chống lại Cộng hòa Venezia, nhà vua Hungaria cử vua Bosnia là Stephen II (1322–1353) ra vỗ về những người lính Zadar, nhưng lệnh cấm không được chống lại người Venezia

#### Cuộc chinh phạt Naples
Anh trai của Lajos I, Andrew bị ám sát tại Aversa vào ngày 19 tháng 9 năm 1345. Lajos I và thái hậu nghi Nữ hoàng Joanna I của Naples đứng đằng sau sự việc này, vì Nữ hoàng có quan hệ lén lút với Louis xứ Taranto (được Thái hậu Pháp Catherine de Medici hậu thuẫn). Ngày 19/9/1345, Thái hậu Pháp cử người bí mật ám sát Andrew của Calabria. Tháng 5/1346, Lajos I cử người sang thương lượng với Giáo hoàng Clement VI yêu cầu trừng phạt Joanna, nhưng bất thành. Nhà vua Hungaria bèn liên kết với người Zadar tổ chức cuộc viễn chinh sang Naples. Kế hoạch viễn chinh ngay từ đầu gặp khó khăn, vì Zadar đang nổi loạn chống lại Venezia và tàu thuyền của nó đang chặn các lối ra vào ở các cảng thị. Mãi đến khi cuộc nổi loạn bị Venezia dẹp tan, Lajos I mới yên tâm đánh Naples. Trước khi bắt đầu viễn chinh, Lajos I gửi các phái viên của mình tới Ancona và các thị trấn khác của Ý trước mùa hè năm 1346 để điều tra tình hình
Vào tháng 11 năm 1347 Lajos chuẩn bị cuộc viễn chinh Naples với khoảng 1.000 binh lính (người Hungary và người Đức), chủ yếu là lính đánh thuê. Đội quân của Lajos qua Udine, Verona, Modena, Bologna, Urbino và Perugia. Khi tiến đến biên giới Naples, quân Hungaria được bổ sung thêm 2000 hiệp sĩ Hungary, 2000 kỵ binh hạng nặng, 2000 cung thủ ngựa Cuman và 6000 bộ binh lính đánh thuê. Nhờ tính kỷ luật cao, quân Hungaria tránh được xung đột ở miền Bắc Italia. Vua Lajos cấm cướp bóc, và tất cả các vật tư được mua từ người dân địa phương đều phải trả bằng vàng. Quân Hungara tiến đến đâu đều không cướp bóc gì của nhân dân và hành động này được các thị dân hoan nghênh. Trong khi đó, Nữ hoàng Naples ngoan cố kết hôn với em họ Louis xứ Taranto và ký hiệp ước hòa bình với cựu thù Sicily, nên tập hợp được đội quân đông đảo với 2700 hiệp sĩ và 5000 lính bộ binh, được dẫn dắt bởi Louis xứ Taranto. Tại Foligno, một giám mục yêu cầu Lajos dừng tiến quân, nhưng ông không nghe và vẫn tiến quân mà không gặp bất cứ kháng cự nào.
Vào ngày 11 tháng 1 năm 1348 trong trận chiến Capua, ông đã đánh bại quân đội của Louis xứ Taranto; các vương quốc Italia xung quanh đã nhanh chóng thần phục Lajos. Khi đen thăm Avesta, Robert Taranto và Charles xứ Durazzo, đã đến thăm Lajos. Nhà vua tiếp nhận họ một cách thân thiện và nói hai người về thuyết phục anh em của họ, Philip của Taranto và Louis của Durazzo, đem quân để tham gia cùng vua Lajos chống lại Nữ hoàng Naples. Vua Hungaria nhắc lại các cáo buộc về Nữ hoàng, rồi sai người giết hại Charles Durazzo, chồng của Mary (em gái Nữ hoàng Naples).
Quân Hungaria đến Naples vào tháng Hai năm 1348. Các quý tộc bản địa yêu cầu nhà vua Hungaria làm lễ theo Công giáo, nhưng Lajos từ chối và đe dọa sẽ tàn phá các thành phố ở Italia nơi quân của ông đi qua nếu chính quyền không tăng thuế. Lajos được phong tặng danh hiệu: "Vua Sicily và Jerusalem, Công tước Apulia và Hoàng tử Capua " và quản lý vương quốc từ Castel Nuovo, đóng quân lính đánh thuê của mình trong những pháo đài quan trọng nhất. Ông sử dụng phương pháp điều tra tàn bạo nhất để bắt tất cả những kẻ đồng lõa trong cái chết của anh trai mình, theo Domenico da Gravina. Hầu hết các quý tộc địa phương (kể cả Balzos và Sanseverinos) đều từ chối hợp tác với vua Hungaria. Giáo hoàng đã từ chối xác nhận sự cai trị của Lajos tại Naples, nơi đã thống nhất hai vương quốc hùng mạnh dưới sự cai trị của ông này. Giáo hoàng và các hồng y tuyên bố Nữ hoàng Joanna vô tội về vụ giết chồng của cô tại một cuộc họp chính thức của Hội nghị Hồng y
Do sự xuất hiện của Cái Chết Đen, Lajos lệnh cho quân đội rút khỏi Naples vào tháng Năm và cử Ulrich Wolfhardt làm thống đốc Naples, yêu cầu quân lính không cản trở việc cựu vương Joanna trở về nước. Louis, người đã ký thỏa thuận ngừng bắn 8 năm với Venezia vào ngày 5 tháng 8, gửi quân mới đến Naples dưới quyền chỉ huy của Stephen Lackfi, Voivode of Transylvania, vào cuối năm 1349. Lackfi tái chiếm Capua, Aversa và những pháo đài khác bị quân Naples chiếm lại từ trước, nhưng một cuộc binh biến giữa lính đánh thuê Đức đã buộc Lackfi phải trở về Hungary. Cái chết Đen đến Hungaria vào tháng Chín, giết chết gần nửa số dân Hungaria, trong đó có cả hoàng hậu đầu tiên là Margaret. Lajos cũng mắc bệnh, nhưng sống sót sau bệnh dịch hạch. Cái chết Đen ít tàn phá làng mạc, nhưng giết chết phần lớn dân lao động khiến nhu cầu về lực lượng lao động tăng lên trong những năm tiếp theo
Lajos I đề nghị từ bỏ quyền lực với Vương quốc Naples nếu Giáo hoàng Clement truất ngôi Joanna. Sau khi Giáo hoàng từ chối, Lajos khởi hành cho chiến dịch Neapolitan (Naples) lần thứ hai vào tháng 4 năm 1350. Ông nhanh chóng đàn áp một cuộc nổi loạn của lính đánh thuê trong khi chờ đợi quân tiếp viện ở Barletta. Trong khi hành quân, đội quân của vua Hungaria lập tức bị kháng cự kịch liệt vì đội quân tiên phong của ông, dưới sự chỉ huy của Stephen Lackfi, đã trở nên khét tiếng vì sự tàn ác của họ.
Trong chiến dịch, quốc vương dẫn binh lính đi đầu tiên và vượt qua các hào nước để công thành. Trong khi bao vây Canosa di Puglia, Lajos khi leo thang để vào thành thì bị lính bảo vệ thành ném đá làm ông bị thương và rơi xuống hào nước. Ông lao xuống một con sông mà không do dự để cứu một người lính trẻ bị cuốn đi. Một mũi tên xuyên qua chân trái của Lajos trong cuộc vây hãm Aversa, làm ông bị thương nặng. Tuy nhiên, cuộc vây hãm Aversa thành công khiến Nữ hoàng phải trốn khỏi Naples, Lajos sau đó cũng rút về nước
Để chào mừng Thánh Lễ năm 1350, vua Hungaria thân hành đến Buda (Tòa thánh La Mã). Với sự hòa giải của Tòa Thánh, các phái viên của Lajos và chồng của Nữ hoàng Joanna, Louis xứ Taranto, đã ký một thỏa thuận ngừng bắn trong sáu tháng. Theo thỏa thuận tháng 10/1350, Giáo hoàng La Mã hứa sẽ điều tra vụ Nữ hoàng Naples giết chồng và buộc Nữ hoàng trả rả 300.000 đồng vàng như một khoản tiền chuộc cho các hoàng tử Neapolitan (Naples) bị cầm tù

#### Mở rộng vương quốc

##### Chiến tranh Lithuania

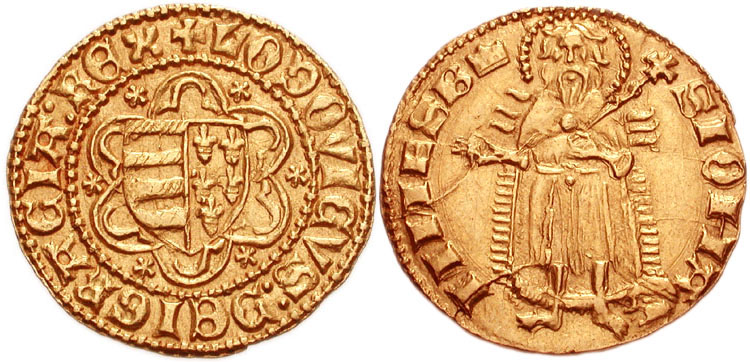
Đồng florin vàng của Lajos I khoảng năm 1350, với mặt sau là Vua Thánh László.

Năm 1350, Kazimierz III của Ba Lan thúc giục Lajos I can thiệp vào cuộc chiến của vua Ba Lan với những người Lithuania đang chiếm đóng Brest, Volodymyr, và các thị trấn quan trọng khác ở Halych và Lodomeria trong những năm trước. Hai chú cháu cùng thống nhất ý kiến rằng vùng Halych và Lodomeria sẽ được hòa nhập vào Vương quốc Hungary sau cái chết của Casimir. Casimir cũng ủy quyền cho Lajos I mua lại hai vùng đất trên với giá 100.000 florins nếu Casimir đã sinh ra một đứa con trai nối dõi. Tháng 6 năm 1351, Lajos dẫn quân tới Krakow; lúc này vua Ba Lan ngã bệnh đột ngột nên Lajos trở thành chỉ huy duy nhất của quân đội Ba Lan và Hungary thống nhất. Dưới sự chỉ huy của nhà vua, quân Ba Lan - Hungaria nhanh chóng đánh chiếm hầu hết các nơi trong Lithuania vào tháng Bảy. Lúc này, đại công Lithuania là Kęstutis dường như chấp nhận quyền bá chủ của Lajos vào ngày 15 tháng 8 và đồng ý chịu phép báp têm, cùng với các anh em của mình ở Buda. Khi quốc vương Hungaria vừa rút lui, đại công Kęstutis bất ngờ trở mặt làm vua Lajos phải đem quân quay lại đối phó. Quân Ba Lan - Hungaria bị đối phương đánh thua liểng xiểng, bị mất đi người bạn là Bolesław III (1336 - 1351) - Công tước của Płock. Lajos I trở về Buda trước ngày 13 tháng 9. Ít lâu sau, một sứ giả được Giáo hoàng phái đến để thuyết phục vua Hungaria tiến hành chiến tranh chống lại Stefan Dušan, Hoàng đế Serbs, người đã buộc các đối tượng Công giáo La Mã phải chịu phép báp têm và gia nhập Giáo hội Chính thống Serbia.
Để giải quyết những mâu thuẫn với quý tộc, Lajos I ban cho quý tộc nhiều đặc quyền rộng rãi qua đạo luật năm 1351 (sửa đổi từ đạo luật Golden Bull 1222). Nhà vua từ chối việc quý tộc có quyền truyền kế thừa cho con trai sau khi ông ta mất; quý tộc sau khi qua đời thì đất phong bị nhà nước thu lại. Ông cũng bắt các địa chủ phải nộp 1/10 sản phẩm cho nhà nước, xác nhận quyền tự do của nông nô (nông nô được phép rời khỏi địa chủ này sang địa chủ khác nếu họ bị đối xử khắc nghiệt).
Năm 1351, vấn đế vương quốc Naples được giải quyết khi vua Hungaria ký một hiệp ước hòa bình với Naples, cho phép cựu vương Naples lưu vong được về nước. Lajos I thậm chí bỏ tiền ra chuộc cựu vương Naples và quần thần Naples về nước, tôn phong một người cháu của vua quá cố Naples là Charles Martel của Anjou (con trai đầu lòng của Charles II xứ Naples), phong làm "Hoàng tử Salerno và chúa tể của Monte Sant'Angelo"
Trong cuộc vây hãm Belz của Casimir III và Lajos, quân liên minh Ba Lan - Hungaria thất bại và Lajos bị thương nặng ở đầu. Algirdas, Công tước xứ Lithuania, cử lính đánh thuê Tatar đã xông vào Podolia, Lajos đã phải trở về Hungary vì ông sợ một cuộc xâm lược Tatar ở Transylvania. Giáo hoàng Clement VI (1342 - 1352) đã tuyên bố một cuộc thập tự chinh chống lại người Lithuania và Tatars vào tháng Năm, cho phép Lajos thu thuế thập phân của các nước để nộp cho Tòa thánh La Mã. Giáo hoàng cũng cho phép Lajos nắm bắt các vùng đất của người ngoại giáo và những người theo chủ nghĩa tôn giáo ở biên giới vương quốc của ông.
Mặc dù Lajos đã ký một liên minh với Cộng hòa Genova vào tháng 13 năm 1352, ông không can thiệp vào cuộc Chiến tranh Genova - Venezia, bởi vì thỏa thuận ngừng bắn 1349 của ông với Venice vẫn còn hiệu lực. Lajos kết hôn với Elizabeth của Bosnia, là con gái của chư hầu của ông, Stephen II, năm 1353. Nhà sử học Gyula Kristó nói rằng cuộc hôn nhân này cho thấy sự quan tâm mới của Lajos trong các vấn đề của bán đảo Balkan. Trong khi ông đang săn bắn tại Zólyom County (nay là Slovakia) vào cuối tháng 11 năm 1353, một con gấu nâu tấn công ông, gây 24 vết thương trên chân ông. Cuộc đời của Lajos được cứu bởi một hiệp sĩ John Besenyő, người đã giết chết con quái vật bằng thanh kiếm của mình

##### Chiến tranh với quân Tatars và Serbia
Lajos đã tiến hành một cuộc chiến tranh chống lại khan Jani Beg của hãn Kim Trướng có một đội quân 200.000 kỵ binh vào tháng 4 năm 1354. Trước sức mạnh của quân Hungaria, hãn Jani Beg không muốn chiến tranh chống lại Hungary và yêu cầu ký một hiệp ước hòa bình. Thấy thiện chí của hãn Tatars và nhận thấy thực lực quân Hungaria chưa mạnh, Lajos hủy bỏ chiến dịch này. Cùng năm đó, Lajos xâm chiếm Serbia, buộc Stefan Dušan phải rút khỏi khu vực dọc theo sông Sava. Dưới sức ép của vua Hungaria, Stefan buộc phải đàm phán với Giáo hoàng mới là Innôcentê VI thừa nhận quyền lực của Lajos I. Năm sau, Lajos I gửi quân tiếp viện cho Casimir III để chiến đấu chống lại người Lithuania, và quân đội Hungary ủng hộ Albert II, Công tước Áo, chống lại Zürich.

##### Chiến tranh với người Venezia

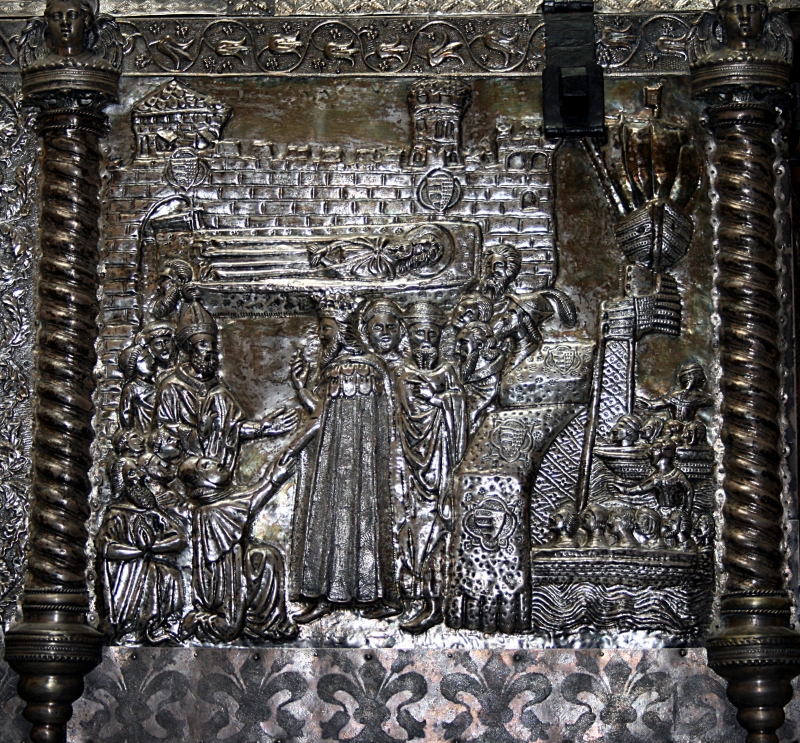
Hình ảnh Lajos tiến vào Zadar dưới sự chào mừng của người dân thành phố (hình ảnh từ một thánh tích đương thời).

Các đại biểu Venezia cung cấp cho Louis 6-7.000 ducats vàng như một khoản chuộc lại Dalmatia, nhưng Lajos I từ chối và khởi động kế hoạch của mình để tái chiếm lại tỉnh. Ông đã ký một liên minh với Albert II của Áo và Nicolaus của Luxemburg, tộc trưởng của Aquileia, chống lại Venice (Venezia). Theo lệnh của ông, các lãnh chúa Croatia vây hãm và bắt Klis, một pháo đài Dalmatian mà em gái của Stefan Dušan, Jelena, đã thừa kế từ chồng bà, Mladen Šubić.
Sau khi cùng người Zadars ký hiệp ước hòa bình Zadarin năm 1356, vua Hungaria Lajos I bất ngờ đưa quân xâm chiếm vùng lãnh thổ của Venezia mà không có tuyên bố chính thức nào. Quân Hungaria nhanh chóng bao vây Treviso vào ngày 27 tháng 7. Một người Treviso là Giuliano Baldachino tình cờ thấy nhà vua Hungaria ngồi một mình viết thư trên bờ sông Sile vào mỗi buổi sáng. Ông ta đề nghị người Venezia ám sát nhà vua Lajos để lấy 12.000 đồng vàng của mình, nhưng chính quyền Venezia từ chối vì kế hoạch ám sát của ông này (tức Baldachino) không chi tiết, sợ vụ việc này ảnh hưởng đến Tòa thánh La Mã. Lajos trở về Buda vào mùa thu, nhưng quân đội của ông tiếp tục cuộc bao vây.
Thấy tình hình căng thẳng, Giáo hoàng Innôcentê VI kêu gọi người dân Venezia hòa bình với Hungary. Giáo hoàng phong vua Hungaria là "người mang chuẩn mực của Giáo hội" và cấp kinh phí cho vua Hungaria tiến đánh Francesco II Ordelaffi và các lãnh chúa nổi loạn khác ở các nước Papal. Theo lệnh của Giáo hoàng, Lajos cử một đạo quân đến phối hợp với quân của Giáo hoàng ở Italia. Quân của Lajos nhanh chóng chiếm gọn các thành trì Split, Trogir và Šibenik trong năm 1357. Sau cuộc vây hãm ngắn, Lajos I hạ được thành của người Zadars. Tvrtko I của Bosnia, người đã kế vị bố chồng của Louis vào năm 1353, đã đầu hàng Hungaria và tâu với vua Hungaria vùng Bosnia là của hồi môn của vợ mình. Trong Hiệp ước Zadar, được ký kết vào ngày 18 tháng 2 năm 1358, Cộng hòa Venice đã từ bỏ tất cả các thị trấn và quần đảo Dalmatia giữa Vịnh Kvarner và Durazzo để ủng hộ Lajos, đồng thời Cộng hòa Ragusa cũng chấp nhận quyền bá chủ của Lajos. Các thành thị Dalmatia hưởng quy chế tự quản, có nhiệm vụ nộp thuế và tăng cường hải quân cho vua Hungaria. Các thương gia của Ragusa được quyền tự do thương mại ở Serbia ngay cả trong một cuộc chiến giữa Hungary và Serbia.

##### Chiến tranh ở Balkan (1358 - 1370)

###### Sự ra đời của Công quốc Moldavia độc lập
Serbia bắt đầu tan rã ngay sau khi Stefan IV Dushan vừa chết, bị phân thành nhiều vùng lãnh thổ khác nhau. Lợi dung cơ hội đó, cuối năm 1358 vua Lajos I bất ngờ đưa quân sang đánh Serbia, nhưng vua kế vị là Stefan V Uros khôn ngoan đã tránh cuộc giao chiến này. Đến tháng 11/1359, vua Lajos I dừng chân ở lại Transylvania cùng quân đội, để rồi nhà vua phác thảo kế hoạch đánh chiếm Wallachia.
Ở Moldavia, một cuộc khởi nghĩa của nhân dân chống Hungaria đã diễn ra, nhưng bị viên tướng thân Hungaria là Dragoș của Giulești dẹp tan. Trong khi Moldavia còn chưa ổn định, vua Hungaria ngay lập tức điều quân đội vượt dãy Carpathian va đến Moldavia vào năm 1359. Tại Moldavia, vua Bogdan I lãnh đạo nhân dân nổi dạy chống lại Hungaria. Quân khởi nghĩa liên tục thắng trận và đuổi được quân Hungaria ra khỏi đất nước. Bogdan trục xuất các người kế vị của Dragos ra khỏi Công quốc Moldavia. Nhà vua Hungaria kéo quân ra đàn áp, nhưng thất bại thảm hại. Bogdan cai trị Moldavia với tư cách là một quốc vương độc lập.

###### Hòa giải mâu thuẫn với các lãnh đạo của La Mã thần thánh và Công quốc Áo
Vấn đề liên minh với Giáo hoàng còn phức tạp hơn. Năm 1360, theo yêu cầu của Giáo hoàng Innocent VI, vua Lajos lập tức đem quân ra giải tỏa Bologna, vốn bị quân đội Bernabò Visconti bao vây. Phá vỡ thành công cuộc bao vây, lính đánh thuê của Lajos cướp bóc khu vực và từ chối hợp tác với quân đoàn giáo hoàng và tư lệnh quân đội Hungaria bị Tòa thánh bắt cầm tù.
Ít lâu sau, một cuộc xung đột nổi lên giữa Hoàng đế Karl IV của Thánh chế La Mã và Rudolf IV, Công tước Áo; tin đồn đã rộ lên khi người ta đồn đoán Lajos hoặc Rudolf sẽ là Hoàng đế La Mã thần thánh kế tiếp. Để xóa tan tin đồn này, Lajos tổ chức ngay cuộc gặp gỡ với Karl IV và Rudolf IV tại Nagyszombat (nay là Trnava ở Slovakia) vào tháng Năm. Trong cuộc gặp lịch sử này, Hoàng đế và Công tước Áo tuyên bố tạm hòa hoãn mọi bất đồng. Vua Lajos cũng thuyết phục hoàng đế từ bỏ quyền bá chủ của mình đối với Công quốc Płock ở Ba Lan.
Hòa giải được một thời gian, vua của La Mã thần thánh và Công quốc Áo quay sang chống lại nhà vua Hungaria, mở đầu là hai vị vua này cũng ký kết hiệp ước liên minh để chống lại Aquileia, đồng minh của vua Lajos I vào năm 1361. Lo sợ liên minh này sẽ kéo đến gây hấn ở biên giới, nhà vua Lajos được sự tư vấn của kẻ thù cũ là Louis xứ Taranto, đã cử một người em đến làm trung gian hòa giải giữa Công tước Áo với lãnh đạo xứ Aquileia. Trong cuộc gặp với sứ giả của Hoàng đế Karl IV ở Praha, Hoàng đế có nói một câu xúc phạm đến mẹ của Lajos là bà là "người vô liêm sỉ". Lajos yêu cầu một lời xin lỗi, nhưng hoàng đế không trả lời.

###### Người Do Thái ở Hungaria
Thập niên 1360, vua Lajos quyết định cải đạo cho người Do Thái sang Công giáo. Ít lâu sau, nhà vua lại trục xuất người Do Thái ra khỏi lãnh thổ của mình. Tài sản cá nhân của họ không bị tịch thu, nhưng khối tài sản khổng lồ do buôn bán của người Do Thái ở Hungaria thì bị phong tỏa.

###### Chiến tranh chống Bosnia và Wallachia
Để chuẩn bị cho một cuộc chiến chống lại Bohemia, Lajos đã ra lệnh huy động quân đội hoàng gia và hành quân đến Trencsén (này là Trênčín ở Slovakia). Tuy nhiên, các đồng minh của ông (Rudolf IV của Áo, Meinhard III của Tyrol và Kazimierz III của Ba Lan) đã không tham gia cùng ông, và hoàng đế bắt đầu các cuộc đàm phán kéo dài hàng tháng với vừa Hungaria với hòa giải của Casimir III. Lajos cuối cùng đã được hòa giải với Charles IV tại cuộc họp của họ tại Uherské Hradiště vào ngày 8 tháng 5 năm 1363.

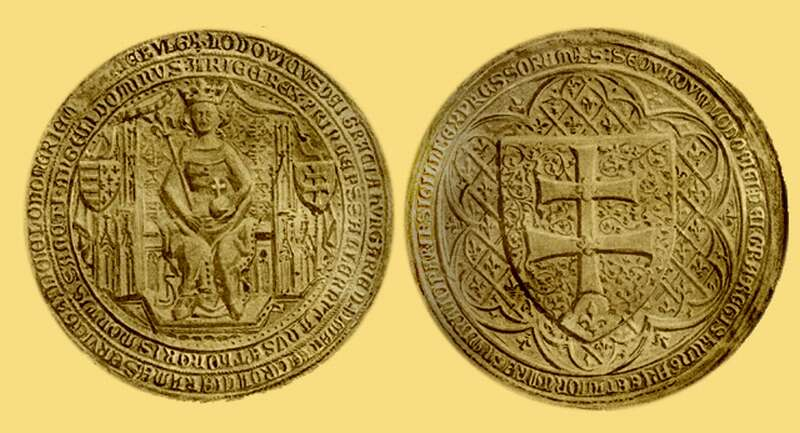
Con dấu hoàng gia thứ hai của Lajos, ra đời năm 1363 sau khi con dấu đầu tiên của ông bị đánh cắp bởi người Bosnia trong chiến dịch tại đây.

Mùa xuân năm 1363, quân Hungaria bắt đầu xâm lược Bosnia. Đạo quân xâm lược ngay từ đầu vấp phải sự kháng cự mạnh mẽ của cư dản bản địa: quân Hungaria đánh hạ nhiều thành, nhưng thất bại trong việc hạ pháo đài Srebrenica và Sokolac, buộc phải rút lui về nước. Ở Tòa thánh La Mã, Giáo hoàng Urbanô V theo thỉnh cầu của vua Peter của đảo Síp đã phát động cuộc thập tự chinh chống Hồi giáo, mời vua Hungaria tham gia. Để cho Lajos tham gia dễ dàng, Giáo hoàng lập tức phong nhà vua là vị vua mạnh mẽ, Kitô hữu mộ đạo, và "được đặt để giúp đỡ". Giáo hoàng cũng yêu cầu nhà vua thu thuế trong 3 năm để nộp cho La Mã, buộc vua hỗ trợ đắc lực cho các viên chức thu thuế của Giáo hoàng. Tuy nhiên, Lajos lại ngăn cản hoạt động của các viên chức thuộc Giáo hoàng đến thu thuế, lấy cớ rằng mình phải đích thân thu thuế để phục vụ cho chiến tranh chống kẻ dị giáo, kẻ thù của Giáo hoàng ở Italia.
Lajos đã ký một hiệp ước với Hoàng đế Karl IV và Rudolf IV của Áo ở Brno vào đầu năm 1364, chấm dứt cuộc xung đột của họ. Tại đại hội có tập hợp 12 vương hầu do Giáo hoàng triệu tập để kêu gọi tổ chức Thập tự chinh ở Krakow, Casimir của Ba Lan yêu cầu vua Hungaria kế vị nếu vua Ba Lan không con trai, đồng thời Lajos cũng gửi gắm ngai vàng kế vị nước Hungaria cho Charles xứ Durazzo nếu vua Hungaria không có con trai kế tự. Quốc vương Hungaria cũng cho phép người Do Thái trở về cố hương.
Lajos tập hợp quân đội của mình ở Temesvár (nay là Timișoara ở Romania) vào tháng 2 năm 1365., rồi lên kế hoạch xâm lược Wallachia bởi vì người kế vị Wallachia là Vladislav Vlaicu, đã từ chối thần phục ông. Đồng thời, ông cũng tiến hành chiến dịch chống lại nướ Bulgaria Sa hoàng của Vidin và người cai trị của nó là Ivan Sratsimir. Quân đội của Lajos nhanh chóng bắt giữ Vidin và giam giữ Ivan Stratsimir vào tháng 5 hoặc tháng 6. Trong vòng ba tháng, quân đội của ông đã chiếm đóng vương quốc của Ivan Stratsimir, được tổ chức thành một tỉnh biên giới riêng biệt dưới sự chỉ huy của các lãnh chúa Hungary.

###### Quan hệ với Byzantine và chiến tranh chống Moldavia
Hoàng đế Byzantine, Ioannes V Palaiologos đến thăm Louis ở Buda vào đầu năm 1366 nhằm tìm kiếm sự giúp đỡ của ông chống lại người Ottoman, kẻ đã đặt chân đến châu Âu. Đây là lần đầu tiên một hoàng đế Byzantine rời bỏ đế chế của mình để cầu xin sự giúp đỡ của một vị vua nước ngoài. Theo hồi ký của ngự y phục vụ vua Lajos là Giovanni di Conversino thì tại cuộc họp đầu tiên của Hoàng đế với Lajos, hoàng đế Ioannes V đã từ chối tháo dỡ và cởi chiếc mũ của mình, làm cho Lajos bị xúc phạm. Ioannes V cam kết rằng ông sẽ thúc đẩy sự hợp nhất của Giáo hội Byzantine với Giáo hoàng La Mã, và Lajos hứa sẽ giúp ông thực hiện thỉnh cầu, nhưng cả hoàng đế lẫn Lajos đều không hoàn thành lời hứa của họ.. Giáo hoàng Urban V khuyến khích Louis không gửi quân giúp đỡ cho Constantinople trước khi hoàng đế đảm bảo sự liên minh của Giáo hội Byzantine với Giáo hội La Mã.
Lajos ở lại Transylvania vào giữa tháng 6 và tháng 9 năm 1366, âm thầm chuẩn bị kế hoạch chiến tranh chống lại Moldavia. Ông đã ban hành một sắc lệnh cho phép các nhân vật Transylvanian vượt qua các phán quyết chống lại "các nhà hoạt động nam thuộc bất kỳ quốc gia nào, đặc biệt là người La Mã". Cùng năm đó, Lajos đã cấp Banate of Severin và quận Fogaras cho Vladislav Vlaicu của Wallachia, người đã chấp nhận quyền bá chủ của ông. Tvrtko I của Bosnia cũng chấp nhận quyền bá chủ của Lajos sau khi quân đội Hungary giúp ông này lấy lại ngai vàng vào đầu năm 1367.

###### Cải đạo sang Công giáo ở Hungaria và chiến tranh tái chinh phục Wallachia
Lajos đã cố gắng chuyển đổi người ngoại giáo của mình sang Công giáo, thậm chí bằng vũ lực. Sự chuyển đổi của những người ngoại đạo Cumans đã định cư tại Hungary một thế kỷ trước sang Công giáo đã hoàn thành trong triều đại của mình, theo John of Küküllő. Sau cuộc chinh phục Vidin, ông đã gửi các tu sĩ dòng Phanxicô đến cải đạo cho người dân theo Chính thống địa phương, gây ra sự bất mãn phổ biến rộng rãi giữa người dân Bulgari. Năm 1366, ông ra lệnh cho tất cả các linh mục Serbia phải cải đạo sang Công giáo. Ông cũng quyết định rằng chỉ có những người đại diện Công giáo La Mã và các hiệp sĩ mới được phép nắm giữ tài sản được đổ bộ ở quận Sebes thuộc Quận Temes. Lajos ủng hộ nhiệt liệt với Công giáo, đặc biệt là các tu sĩ dòng Phanxicô và Phaolô, vì vậy ông và mẹ ông đã thành lập hàng chục tu viện mới. Theo yêu cầu của Lajos, Giáo hoàng Urban V đã phê chuẩn việc thành lập một trường đại học ở Pécs năm 1367, ngoại trừ một giảng viên thần học. Tuy nhiên, Lajos không thu đủ doanh thu và trường đại học đã đóng cửa năm 1390.
Vladislav Vlaicu của Wallachia đã liên minh với Ivan Shishman, một người em cùng cha khác mẹ của cựu vương Ivan Sratsimir , tổ chức kháng chiến chống lại quân xâm lược Hungaria. Louis hành quân đến Lower Danube và ra lệnh cho Nicholas Lackfi, Voivode of Transylvania, xâm lược Wallachia vào mùa thu năm 1368. Quân đội của voivode hành quân qua thung lũng sông Ialomița, nhưng người Wallachia đã phục kích và giết chết nhiều binh lính Hungary. Tuy nhiên, chiến dịch chống lại Wallachia của Louis từ phía tây đã thành công và Vladislav Vlaicu chính thức thần phục vua Hungaria. Theo sáng kiến của mình, Lajos đã khôi phục ngai vàng Bulgaria cho Ivan Stratsimir. Ivan Stratsimir thề trung thành với Lajos và gửi hai con gái của mình làm con tin cho vua Hungary.

###### Liên minh với các nước chống lại Hoàng đế Habsburgs
Cuối năm 1360, vua Hungaria mắc bệnh phong và dành nhiều thời gian để cầu nguyện và chiêm nghiệm tôn giáo. Sau cuộc gặp vua Lajos năm 1372, sứ giả của Giáo hoàng Grêgôriô XI (người kế vị Giáo hoàng Urbano V) là John de Cardailhac nói: "Tôi gọi Thượng đế là nhân chứng của tôi rằng tôi chưa bao giờ thấy một vị vua hùng vĩ và mạnh mẽ hơn... hoặc một người mong muốn hòa bình và bình tĩnh nhiều". Vì sức khỏe yếu, nhà vua buộc phải từ bỏ chủ quyền của một số nước Balkan. Tháng 2/1369, ông cùng với người chú Kazimierz III của Ba Lan đã ký một hiệp ước chống lại Hoàng đế Karl IV của Thánh chế La Mã ở Buda. Tại cuộc họp tiếp theo của họ tại Pressburg (nay là Bratislava ở Slovakia) vào tháng 9, Albert I của Bavaria và Rupert I của Palatinate gia nhập liên minh của họ chống lại hoàng đế Habsburgs. Tuy nhiên, Hoàng đế nhanh chóng thuyết phục hai đại tuyển hầu nhà Wittelsbachs (Albert I và Rupert I) phá vỡ liên minh vào tháng 9 năm 1370

### Louis I của Ba Lan

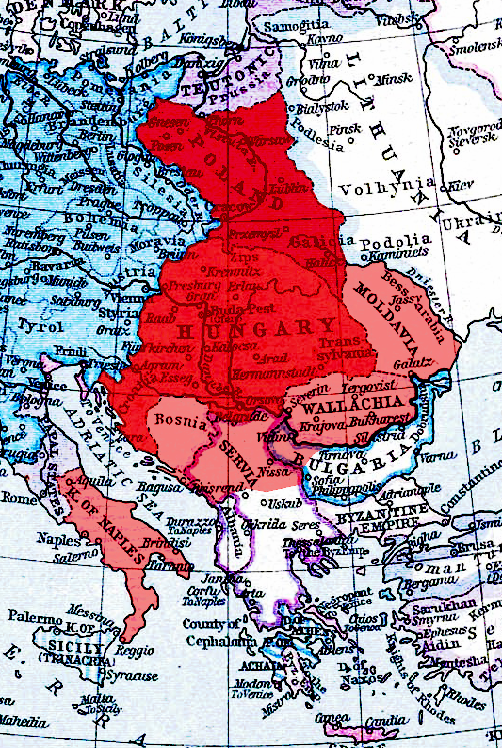
Vùng lãnh thổ mà Lajos kiểm soát sau liên minh cá nhân với Ba Lan. Các vùng lãnh thổ của liên minh được đánh dấu bằng màu đỏ trong khi các vùng lãnh thổ chư hầu và các vùng chiếm đóng tạm thời được đánh dấu bằng màu đỏ nhạt.

#### Khủng hoảng kế vị ngôi vua Ba Lan
Kazimierz III của Ba Lan qua đời vào ngày 5 tháng 11 năm 1370 mà không có con trai hợp pháp nối dõi. Trước lúc lâm chung, Casimir III đạt được thỏa thuận với các quý tộc Ba Lan - bao gồm các công tước của Sieradz, Łęczyca và Dobrzyń, công nhận cháu trai là Casimir IV làm Công tước Pomerania. Lajos làm lễ gia miện lên ngôi vua Ba Lan tại Nhà thờ Krakow, hiệu Louis I Đại đế. Vì nhà vua thường xuyên ở Hungaria (thủ đô Buda) nên ông đã đưa mẹ mình là Thái hậu Elisabeth làm Nhiếp chính ở Ba Lan.
Trong thời gian đầu cai trị, Louis I chỉ có sang thăm Ba Lan có 3 lần và quan hệ giữa vua Hungaria với quý tộc Ba Lan không được cải thiện. Các quý tộc Ba Lan ra sức phản đối sự chia cắt Ba Lan trong di chúc của vua quá cố Casimir III và phản đối luôn tân Nhiếp chính mới của Ba Lan nên di chúc của Casimir bị tuyên bố vô hiệu. Vào năm 1376, khoảng 160 người Hungary ở Ba Lan bị giam giữ vì phản đối Nhiếp chính bị thảm sát ở Kraków. Để giải quyết nội loạn ở Ba Lan, Louis I chính thức sang Krakow và lên ngôi hiệu Louis I; giao ngai vàng Hungaria cho viên Công tước Vladislaus II xứ Opole nắm giữ.
Mùa thu năm 1373, Louis I bắt đầu đàm phán với các quý tộc Ba Lan để yêu cầu họ công nhận ngôi vị hợp pháp của mình ở Krakow. Sau một năm đàm phán, ông đã đạt được thỏa thuận và ban hành bản Đặc quyền Koszyce ngày 17 tháng 9 năm 1374, giảm mức thuế mà quý tộc Ba Lan trả cho nhà vua khoảng 84% và hứa hẹn thù lao cho các quý tộc Ba Lan khi tham gia các chiến dịch quân sự ở nước ngoài. Đổi lại, các quý tộc Ba Lan đã xác nhận quyền kế vị Ba Lan của các con gái của Hoàng đế Louis.

#### Chiến tranh ở Italia và Wallachia
Trong một cuộc chiến giữa Hoàng đế Karl IV và Stephen II, Công tước xứ Bavaria, Louis đã thay mặt công tước Bavaria can thiệp cuộc chiến và đưa quân đội Hungary xâm chiếm Moravia. Sau khi công tước và hoàng đế đã ký một hiệp ước hòa bình, Louis và hoàng đế đồng ý về việc hứa hôn con cái của họ vào đầu năm sau.
Ngày 26 tháng 9 năm 1371, quân đội Serbia bị đại quân Ottoman đánh tan tành ở trận Marica, vua Serbia là Lazar Hrebeljanović đã thề trung thành với Louis. Chớp cơ hội đó, Giáo hoàng Grêgôriô XI liền kêu gọi vua Ba Lan chống lại người Ottoman nhưng cũng cầu xin ông gửi quân tiếp viện sang Ý để chiến đấu chống lại Bernabò Visconti. Trong khi vua Louis đang chuẩn bị cho cuộc chiến theo lời kêu gọi của Giáo hoàng thì ngay tại Italia, một cuộc chiến nổ ra giữa Cộng hòa Venezia và lãnh chúa xứ Padova là Francesco I da Carrara, một đồng minh của Louis, vào mùa hè năm 1372. Louis liền đưa quân qua giúp đồng minh, nhưng bị quân đội của Cộng hòa Venezia đánh cho tơi tả tại trận Treviso và bắt giữ chỉ huy Nicholas Lackfi, buộc Louis I ký một hiệp ước hòa bình vào ngày 23 tháng 9 năm 1373.
Louis xâm chiếm Wallachia vào tháng 5 năm 1377, vì vua mới của Wallachia là Radu I (lên thay Vladislav I), đã thành lập một liên minh với vua Bulgaria là Ivan Shishman và Sultan Murad I. Quân đội Hungary lập tức tiến đánh nhưng bị đối phương chống lại quyết liệt. Cuối mùa xuân, Louis đánh chiếm Banate of Severin. Trong mùa hè, quân đội Wallachia phản công mạnh và xông vào Transylvania và quân Ottoman cướp bóc Banat.

#### Cải cách triều đình
Từ sau năm 1370, Louis I cải cách triều đình để làm giảm quyền lực của quý tộc và tăng cường quyền lực cho nhà vua. Sau khi dòng họ quý tộc Lackfis giảm dần quyền lực thì một số thế lực mới lại nổi lên để tranh giành quyền lực trong triều đình. James Szepesi được bổ nhiệm làm thẩm phán hoàng gia năm 1373, và Nicholas Garay trở thành tuyển hầu năm 1375. Để tránh việc đấu đá quyền lực trong triều đình, Louis ban hành "con dấu bí mật" và giao nó cho vị tể tướng bí mật của triều đình là Demetrius, Giám mục Zagreb. Tể tướng cũng là người đứng đầu tòa án hoàng gia, triều đình cũng lập các tòa án ở địa phương và cử người ra nắm giữ. Một quan chức mới là thủ kho, đã đảm nhận nhiệm vụ tài chính của kho bạc triều đình.

#### Chiến tranh với Lithuania và khủng hoảng ngôi vua
Vào tháng 11 năm 1376, Louis gặp phải khó khăn mới: bên ngoài thì quân Lithuania dồn dập tấn công Krakow, bên trong thì bạo loạn nổ ra khi những người khởi nghĩa nổi dậy giết 160 tùy tùng của Nhiếp chính Ba Lan Elisabeth, buộc bà phải bỏ chạy về Hungary. Lợi dụng tình hình, Công tước Gniewkowo là Władysław the White, một thành viên nam của triều đại Piast, đã tuyên bố yêu sách của mình đối với ngôi vua Ba Lan. Nhưng Louis nhanh chóng đánh bại đối phương và cử viên Công tước xứ Opole là Vladislaus II thay mình cầm quyền đất Ba Lan khi ông đi vắng.
Vào mùa hè năm 1377, Louis xâm chiếm các lãnh thổ do hoàng thân Lithuania là George xứ Lodomeria nắm giữ. Quân đội Ba Lan của ông nhanh chóng chiếm được Chełm, trong khi Louis chiếm giữ ngai vàng của George ở kinh đô Belz. Sau khi đánh tan Lithuania, Louis cho sáp nhập đất này vào lãnh thổ Ba Lan - Hungaria. Ba hoàng thân Lithuania - Fedor, Prince of Ratno, và hai hoàng tử Podolia, Alexander và Boris - chấp nhận quyền bá chủ của Louis.

### Những năm cuối (1377 - 1382)

#### Chiến dịch ở Venezia
Năm 1377, Tvrtko I (người kế vị Stephen II của Bosnia từ năm 1353) đã tự mình lên ngôi vua, thông qua danh hiệu "Vua Serbia, Bosnia và vùng duyên hải". Không rảnh rỗi để công nhận vua Bosnia mới, Louis I lợi dụng mâu thuẫn giữa các công quốc Italia để xâm lược vùng đất này. Lợi dụng hai công quốc Venezia và Genoa đang có chiến tranh vào năm 1378, Louis ủng hộ Genova và biến Trogir trở thành căn cứ chính của hạm đội Genova, biến Dalmatia thành bãi tập quân sự quan trọng. Louis cũng gửi quân tiếp viện cho Francesco I da Carrara để chiến đấu chống lại người Venezia.
Không muốn kéo dài cuộc chiến, Louis cử sứ giả đến hòa đàm với người Venezia. Một hiệp ước hòa bình mới đã nhanh chóng được được ký kết tại Turin vào ngày 24 tháng 8 năm 1381. Theo hiệp ước này, Venezia từ bỏ Dalmatia và cũng hứa sẽ trả 7.000 đồng vàng hàng năm cho Hungary. Louis cũng quy định rằng Venezia phải chuyển các di tích của St Paul of Thebes sang tu viện Pauline mới thành lập tại Budaszentlőrinc

#### Chiến dịch Naples
Các hồng y đã quay lưng lại với Giáo hoàng Urban VI để bầu một giáo hoàng mới là Clement VII vào ngày 20 tháng 9 năm 1378, gây chia rẽ Công giáo Tây phương. Louis quyết định công nhận Urban VI là giáo hoàng hợp pháp và đề nghị ông ủng hộ chiến đấu chống lại các đối thủ của ông ở Ý. Khi Joanna I của Napoli (Naples) quyết định công nhận phản giáo hoàng Clement VII, Giáo hoàng Urban quyết định truất ngôi bà vào ngày 17 tháng 6 năm 1380 và thừa nhận Charles xứ Durazzo (người của vua Louis) là vua hợp pháp của Naples. Sau khi Charles xứ Durazzo hứa rằng ông sẽ không yêu cầu vua Hungary chống lại các con gái của Đại đế Louis, Louis đã phái ông đi xâm lược miền Nam Italy với một đội quân lớn. Đạo quân của Charles xứ Durazzo nhanh chóng đánh bại đối thủ, buộc Nữ hoàng Joanna I phải đầu hàng vào ngày 26 tháng 8 năm 1381

#### Những hoạt động quân sự mới ở Lithuania và băng hà
Các ghi chép còn lại của hoàng gia đề cập đến các hành động quân sự ở Lodomeria và Wallachia trong nửa đầu năm 1382, nhưng lại không đề cập chi tiết diễn biến của các hoạt động này. Tại hội nghị Zólyom, ông yêu cầu quý tộc Ba Lan trung thành với mình và thừa nhận quyền kế vị của con gái Mary sau khi ông mất. Louis qua đời ở Nagyszombat vào đêm ngày 10 hoặc 11 tháng 9 năm 1382. Ông được chôn cất tại Nhà thờ Székesfehérvár trong một nhà nguyện được xây dựng theo lệnh của ông. Sau khi Louis tạ thế, con gái út của vợ thứ là Jadwiga của Ba Lan lên ngôi